# Magreb
Prin Magreb (și Maghreb, Magrib; în arabă مغرب, „Vest“, derivat din verbul arab gharaba: „a apune“ (Soare)) se înțeleg în primul rând cele trei țări nordafricane Tunisia, Algeria și Maroc, Egiptul, parțial și Libia și Mauritania, care, pe baza istoriei lor, au multe trăsături comune. În arabă prin Maghreb de regulă se ințelege Marocul, pentru că este cea mai vestica țară arabă.
O zicală arabă spune: Maghreb este o pasăre sfântă. Trupul ei este Algeria, aripa sa dreaptă Tunisia, iar cea stângă, Marocul.
Opusul Maghreb-ului este Mashriq-ul, „Est“, „Răsărit”, derivat din verbul arab sharaqa: „a răsări” (Soare).

## Istorie antică și modernă

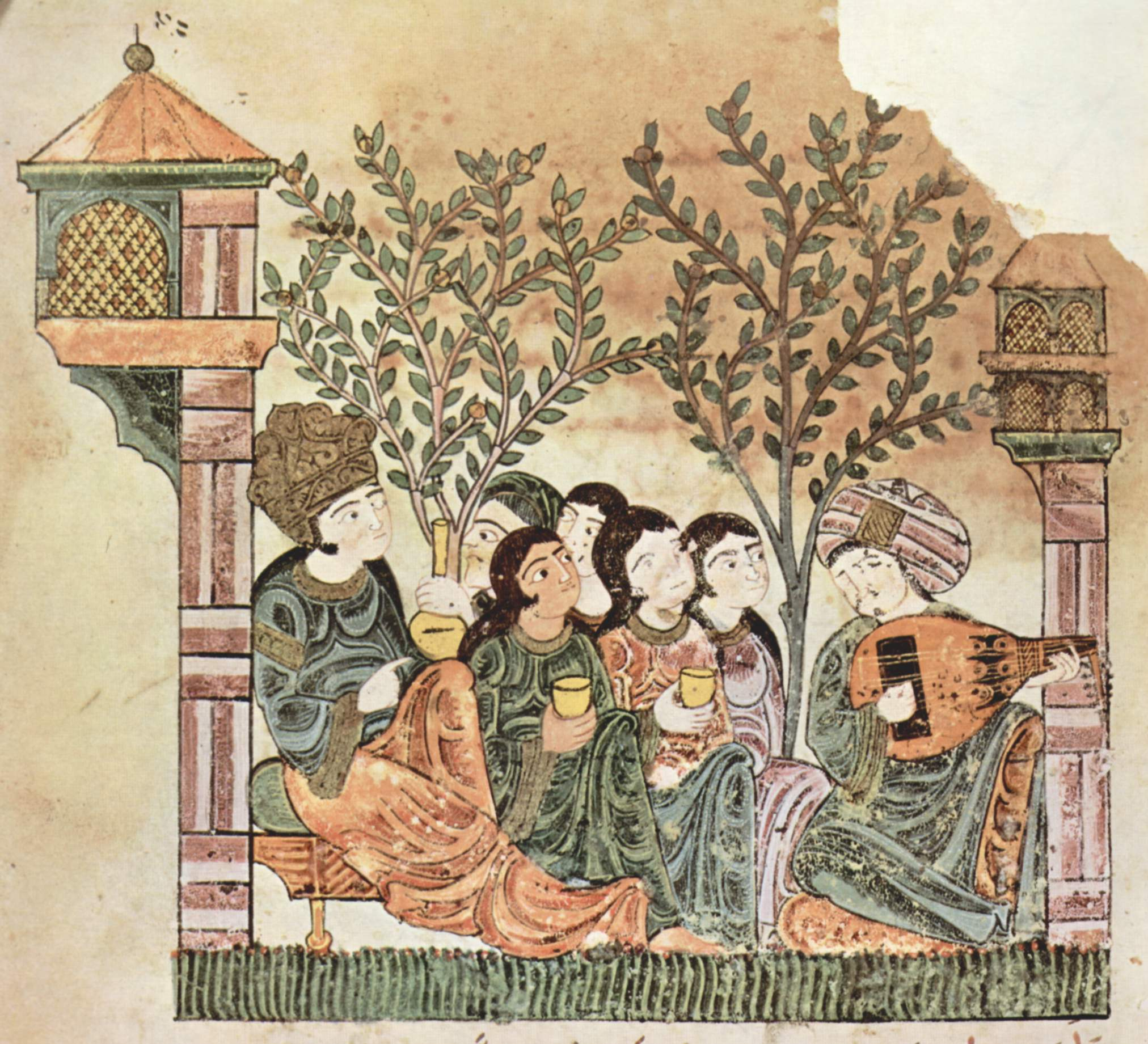
Ilustrarea Istoriei de la Bayâd şi Riyâd; manuscris maghrebian, secolul al XIII-lea

Inițial, culturile în Maghreb au fost de natură pur africană. Cu extinderea agriculturii au ajuns în Egipt influențe orientale și odată cu extinderea culturii cardiale (sau impresso - neoliticul timpuriu în zona vest-mediteraneană) și în Maghreb. În Antichitate acesta a fost inițial sub influență feniciană. Cartagina, cel mai mare și puternic oraș fenician se afla în Tunisia. După Războaiele Punice întreaga regiune a fost înglobată Imperiului Roman. Cu extinderea religiei islamice în secolul al VII-lea, regiunea a intrat sub influență arabă, cu toate că până astăzi diverse minorități vorbesc limba autohtonă berberă. Influența seculară, imediat următoare, a Imperiului Otoman a durat pe toată perioada colonizării europene, în secolele al XIX-lea și al XX-lea. Granițele actuale ale țărilor membre se bazează parțial pe decizii otomane și, parțial, europene.

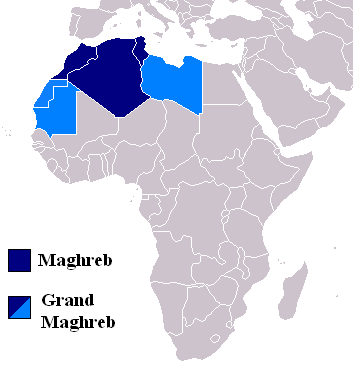
Localizarea Maghrebului în Africa

## Uniunea Magrebului Arab
Uniunea Magrebului Arab (UMA) (în arabă Ittihād al-Maghrib al-'Arabī, în franceză UMA - Union du Maghreb Arabe; în engleză AMU - Arab Maghreb Union) este o asociere regională de state din Africa de Nord, fondată la 17 februarie 1989. Uniunea este formată din Algeria, Libia, Mauritania, Maroc (fără Sahara Occidentală) și Tunisia, și își are sediul în Rabat, Maroc.
Anterior creării, a avut loc o întâlnire a șefilor celor cinci state maghrebiene în iunie 1988 în Zeralda, Algeria.
Scopurile uniunii sunt cooperarea economică, cooperare politico-culturală internă și externă. Numeroase proiecte regionale, care erau planificate de mult timp, cum ar fi extinderea conexiunilor transmaghrebiene a căilor ferate, șoselelor și conductelor, au putut fi continuate. Menținerea valorilor sufletești și morale ale Islamului și asigurarea identității arabe, printre altele și prin schimb pedagogic de profesori și studenți, instituții culturale și universitare comune.
Problemele UMA la punerea în viață a proiectelor sunt prevederile legale diferite ale statelor membre, birocrația greoaie, schimburile comerciale reciproce scăzute (numai trei procente ale exporturilor totale) și lipsa mijloacelor financiare. Până astăzi nu s-a putut crea o uniune vamală.
În 1991, toate statele membre au acceptat un plan de acțiune pentru integrarea economică a regiunii, care trebuia să conducă până la o uniune economică.
Readucerea la viață a uniunii maghrebiene amenință să eșueze din cauză că normalizarea de lungă durată a relațiilor marocano-algeriene, încă puternic tensionate din cauza conflictului cu Sahara Occidentală, se lasă așteptată.
Din punctul de vedere al Uniunii Europene și al cercurilor de elită din Maghreb, din cauza valurilor de refugiați din Melilla din vara anului 2005, uniunii statelor maghrebiene îi revine chiar o importanță actuală. Mai ales în Maroc există speranța că întâlnirea din 1995 de la Barcelona a țărilor membre UE și a multor țări mediteraneene și continuarea acesteia din perioada 27 - 29 noiembrie 2005 să dea noi impulsuri creării unei zone de comerț liber al țărilor sud și est mediteraneene.
Schimburile comerciale între țările maghrebiene s-au menținut reduse: Algeria efectuează schimburi comerciale de doar 1,5 procente din comerțul său exterior cu țările UMA (peste 60 de procente cu Uniunea Europeană), Tunisia, ca țara cea mai orientată spre Maghreb numai șase procente (75 procente cu UE). (Date din anul 2000.)

## Limbă
Pe lângă limba arabă literară care este limba oficială în toate statele maghrebiene, în mod uzual, sunt folosite diverse dialecte arabe care sunt, în bună parte, reciproc inteligibile. Toate aceste dialecte au fost puternic influențate de dialectele berbere, iar mai târziu de limba franceză și, în unele zone, de spaniolă (nordul Marocului) și de italiană (Libia). Alături de dialectele arabe maghrebiene - ce formează un grup distinct în cadrul dialectelor arabe moderne - în foarte multe regiuni ale Maghreb-lui se vorbesc dialecte berbere.
Limba malteză, limba oficială a Maltei, a fost inițial un dialect maghrebian, care a fost, însă, dezvoltat până la a fi o limbă standard modernă.
În anul 2002, în Algeria, limba berberă (tamazight) a fost declarată limbă națională alături de limba arabă, care, însă, rămâne singura limbă oficială a statului.